# 27e conseil des ministres du Canada
Confédération canadienne
26e conseil des ministres 28e conseil des ministres
Le 27e conseil des ministres du Canada (en anglais : 27th Canadian Ministry), communément appelé gouvernement Martin, est le gouvernement du Canada du 12 décembre 2003 au 6 février 2006.
Dirigé par le premier ministre Paul Martin après son élection à la tête du Parti libéral, il s'agit d'un gouvernement libéral majoritaire de 2003 jusqu'à l'élection de 2004 où il est réduit à une minorité.
Les libéraux sont défaits lors de l'élection de 2006 par le Parti conservateur de Stephen Harper.

## Composition

### Composition initiale (12 décembre 2003)
Les fonctions en italique représentent les titres officiels attribués mais non utilisés en pratique.
| Fonction | Titulaire | Titulaire            | Parti   |
| --- | --------- | -------------------- | ------- |
| Premier ministre |           | Paul Martin          | Libéral |
| Vice première-ministre Ministre de la Sécurité publique et de la Protection civile Solliciteur général du Canada |           | Anne McLellan        | Libéral |
| Ministre des Affaires étrangères |           | Bill Graham          | Libéral |
| Ministre des Affaires indiennes et du Nord canadien |           | Andrew Mitchell      | Libéral |
| Ministre de l'Agence de promotion économique du Canada atlantique |           | Joe McGuire          | Libéral |
| Ministre de l'Agriculture et de l'Agro-alimentaire |           | Bob Speller          | Libéral |
| Ministre des Anciens combattants |           | John McCallum        | Libéral |
| Ministre de la Coopération internationale |           | Aileen Carroll       | Libéral |
| Ministre de l'Environnement |           | David Anderson       | Libéral |
| Ministre de la Citoyenneté et de l'Immigration |           | Judy Sgro            | Libéral |
| Ministre de la Défense nationale |           | David Pratt          | Libéral |
| Ministre du Développement social Ministre du Développement des Ressources humaines |           | Liza Frulla          | Libéral |
| Ministre du Commerce international |           | Jim Peterson         | Libéral |
| Ministre de la Diversification de l'économie de l'Ouest canadien |           | Rey Pagtakhan        | Libéral |
| Ministre des Finances |           | Ralph Goodale        | Libéral |
| Ministre de l'Industrie Ministre responsable de l’Agence de développement économique du Canada pour les régions du Québec |           | Lucienne Robillard   | Libéral |
| Ministre de la Justice Procureur général du Canada |           | Irwin Cotler         | Libéral |
| Ministre du Patrimoine canadien |           | Hélène Scherrer      | Libéral |
| Ministre des Ressources naturelles |           | Ruben Efford         | Libéral |
| Ministre des Travaux publics et des Services gouvernementaux |           | Stephen Owen         | Libéral |
| Ministre des Pêches et des Océans |           | Geoff Regan          | Libéral |
| Ministre du Revenu national Ministre d’État — Sport |           | Stan Keyes           | Libéral |
| Ministre de la Santé Ministre des Affaires intergouvernementales Ministre responsable des langues officielles |           | Pierre Pettigrew     | Libéral |
| Ministre des Transports |           | Tony Valeri          | Libéral |
| Ministre du Travail Ministre responsable des sans-abri |           | Claudette Bradshaw   | Libéral |
| Président du Conseil privé de la Reine pour le Canada Interlocuteur fédéral auprès des Métis et des Indiens non inscrits Ministre responsable de la Francophonie Ministre responsable du Bureau sur le règlement des questions des pensionnats autochtones |           | Denis Coderre        | Libéral |
| Président du Conseil du Trésor Ministre responsable de la Commission canadienne du blé |           | Reg Alcock           | Libéral |
| Ministre d'État |           |                      |         |
| Ministre d’État — Enfance et Jeunesse |           | Ethel Blondin-Andrew | Libéral |
| Ministre d'État — Infrastructure |           | Andy Scott           | Libéral |
| Ministre d'État — Initiative fédérale du développement économique dans le Nord de l’Ontario |           | Joe Comuzzi          | Libéral |
| Ministre d'État — Institutions financières |           | Denis Paradis        | Libéral |
| Ministre d’État — Marchés nouveaux et émergents |           | Gar Knutson          | Libéral |
| Ministre d’État — Multiculturalisme et Situation de la femme |           | Jean Augustine       | Libéral |
| Ministre d’État — Santé publique |           | Carolyn Bennett      | Libéral |
| Ministre responsable de la Réforme démocratique |           | Jacques Saada        | Libéral |
| Ministre des Ressources humaines et du Développement des compétences |           | Joe Volpe            | Libéral |
| Fonctions parlementaires |           |                      |         |
| Leader du gouvernement à la Chambre des communes |           | Jacques Saada        | Libéral |
| Leader adjoint du gouvernement à la Chambre des communes |           | Mauril Bélanger      | Libéral |
| Leader du gouvernement au Sénat |           | Jack Austin          | Libéral |

### Remaniement (20 juillet 2004)
À la suite des élections fédérales tenues le 28 juin, Paul Martin annonce le 20 juillet 2004 un important remaniement de son cabinet.
Plusieurs ministres précédemment en poste sont exclus du cabinet (David Anderson, Denis Coderre, Denis Paradis) tandis que d'autres font leur entrée (Scott Brison, Stéphane Dion, Ken Dryden, David Emerson, Jean Lapierre). Aucun ministre québécois n'est à la tête d'un portefeuille économique majeur,.
La structure du cabinet change peu, certaines attributions de ministre d'État sont modifiés et un poste de ministre du Travail et du Logement est créé. Le titre de ministre responsable des sans-abri est abandonné à cette occasion.
En italique sont indiqués les noms des ministres qui changent de portefeuille, en gras les nouveaux membres du cabinet.
| Fonction | Titulaire | Titulaire            | Parti   |
| --- | --------- | -------------------- | ------- |
| Premier ministre |           | Paul Martin          | Libéral |
| Vice première-ministre Ministre de la Sécurité publique et de la Protection civile Solliciteur général du Canada                      |           | Anne McLellan        | Libéral |
| Ministre des Affaires étrangères |           | Pierre Pettigrew     | Libéral |
| Ministre des Affaires indiennes et du Nord canadien Interlocuteur fédéral auprès des Métis et des Indiens non inscrits                |           | Andy Scott           | Libéral |
| Ministre de l'Agence de promotion économique du Canada atlantique                                                                     |           | Joe McGuire          | Libéral |
| Ministre de l'Agriculture et de l'Agro-alimentaire                                                                                    |           | Andrew Mitchell      | Libéral |
| Ministre des Anciens combattants |           | Albina Guarnieri     | Libéral |
| Ministre de la Citoyenneté et de l'Immigration                                                                                        |           | Judy Sgro            | Libéral |
| Ministre du Commerce international |           | Jim Peterson         | Libéral |
| Ministre de la Coopération internationale                                                                                             |           | Aileen Carroll       | Libéral |
| Ministre de la Défense nationale |           | Bill Graham          | Libéral |
| Ministre du Développement social |           | Ken Dryden           | Libéral |
| Ministre de la Diversification de l'économie de l'Ouest canadien Ministre d’État — Sport                                              |           | Stephen Owen         | Libéral |
| Ministre de l'Environnement |           | Stéphane Dion        | Libéral |
| Ministre des Finances |           | Ralph Goodale        | Libéral |
| Ministre de l'Industrie |           | David Emerson        | Libéral |
| Ministre de la Justice Procureur général du Canada                                                                                    |           | Irwin Cotler         | Libéral |
| Ministre du Patrimoine canadien Ministre responsable de la Condition féminine                                                         |           | Liza Frulla          | Libéral |
| Ministre des Pêches et des Océans |           | Geoff Regan          | Libéral |
| Ministre des Ressources naturelles |           | Ruben Efford         | Libéral |
| Ministre du Revenu national |           | John McCallum        | Libéral |
| Ministre de la Santé |           | Ujjal Dosanjh        | Libéral |
| Ministre des Transports |           | Jean Lapierre        | Libéral |
| Ministre du Travail et du Logement Ministre du Travail                                                                                |           | Joe Fontana          | Libéral |
| Ministre des Travaux publics et des Services gouvernementaux                                                                          |           | Scott Brison         | Libéral |
| Présidente du Conseil privé de la Reine pour le Canada Ministre des Affaires intergouvernementales                                    |           | Lucienne Robillard   | Libéral |
| Président du Conseil du Trésor Ministre responsable de la Commission canadienne du blé                                                |           | Reg Alcock           | Libéral |
| Ministre d'État |           |                      |         |
| Ministre de l’Agence de développement économique du Canada pour les régions du Québec Ministre responsable de la Francophonie         |           | Jacques Saada        | Libéral |
| Ministre d’État — Enfance et Jeunesse                                                                                                 |           | Ethel Blondin-Andrew | Libéral |
| Ministre d’État — Famille et Aidants Naturels                                                                                         |           | Tony Ianno           | Libéral |
| Ministre d'État — Infrastructure et Collectivités                                                                                     |           | John Godfrey         | Libéral |
| Ministre d'État — Initiative fédérale du développement économique dans le Nord de l’Ontario                                           |           | Joe Comuzzi          | Libéral |
| Ministre d’État — Développement des Ressources humaines                                                                               |           | Claudette Bradshaw   | Libéral |
| Ministre d’État — Multiculturalisme                                                                                                   |           | Raymond Chan         | Libéral |
| Ministre d’État — Santé publique |           | Carolyn Bennett      | Libéral |
| Ministre responsable des Langues officielles Ministre responsable de la Réforme démocratique Ministre associé de la Défense nationale |           | Mauril Bélanger      | Libéral |
| Ministre des Ressources humaines et du Développement des compétences                                                                  |           | Joe Volpe            | Libéral |
| Fonctions parlementaires |           |                      |         |
| Leader du gouvernement à la Chambre des communes                                                                                      |           | Tony Valeri          | Libéral |
| Leader adjoint du gouvernement à la Chambre des communes                                                                              |           | Mauril Bélanger      | Libéral |
| Leader du gouvernement au Sénat |           | Jack Austin          | Libéral |

### Ajustement (14 janvier 2005)
Le premier ministre procède à un ajustement de son cabinet :
- Joe Volpe remplace Judy Sgro (qui quitte le cabinet) au poste de ministre de la Citoyenneté et de l’Immigration ;
- Lucienne Robillard le remplace, étant nommée ministre d'État (portant le titre de ministre des Ressources humaines et du Développement des compétences) en plus de ses responsabilité issues du remaniement de juillet 2004[5].

### Ajustement (17 mai 2005)
Le premier ministre procède à un ajustement de son cabinet consécutif au ralliement (en) de Belinda Stronach au Parti libéral : elle est ainsi nommée ministre d’État portant le titre de ministre des Ressources humaines et du Développement des compétences (à la place de Lucienne Robillard) et ministre responsable du renouveau démocratique (à la place de Mauril Bélanger).

### Ajustement (28 juin 2005)
Le premier ministre procède à un ajustement à la suite de l'exclusion de Joe Comuzzi du cabinet à cause de son refus de voter en faveur du projet de loi C-38 légalisant le mariage entre conjoints de même sexe. Andrew Mitchell le remplace à titre de ministre d'État (Initiative fédérale du développement économique dans le Nord de l'Ontario) en plus de ses fonctions antérieures.